# 于謙

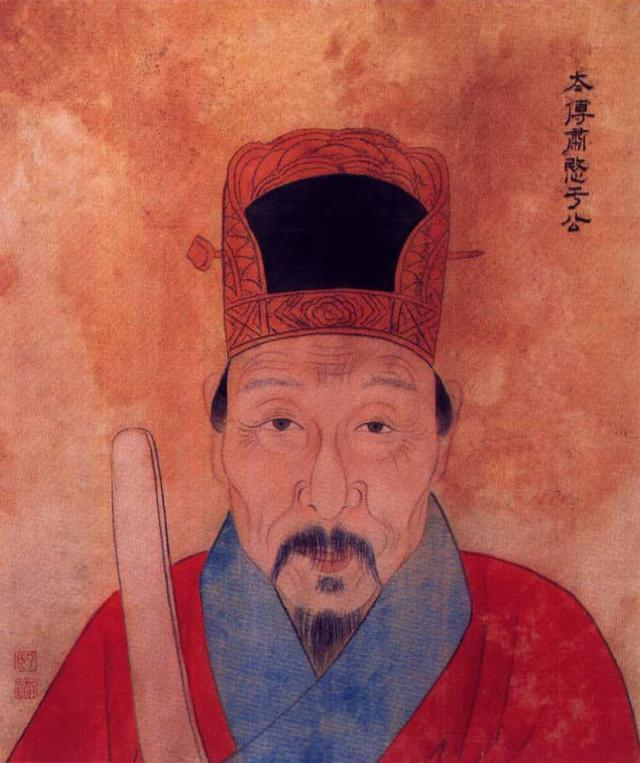
于謙

于 謙（う けん、洪武31年4月27日（1398年5月13日）- 天順元年1月22日（1457年2月16日））は、明代の政治家。字は廷益。杭州府銭塘県の出身。子は于冕（字は景瞻）。娘婿は朱驥。
土木の変で明の皇帝英宗がオイラト部のエセンに捕らえられると、英宗を廃して、その弟の景泰帝を擁立し、北京に迫ったエセンの軍を撃退した。

## 土木の変以前
永楽19年（1421年）、科挙を受験して進士に合格した。宣徳帝のもとで漢王朱高煦の乱の鎮圧に従軍した経験がある。監察御史を経て宣徳5年（1430年）に兵部右侍郎に就任し、河南や山西の巡撫として民心の把握に努めた。正統11年（1446年）、英宗のもとで専横を揮っていた宦官の王振に反抗したために投獄されたが、周囲からの嘆願で釈放され復任している。

## 土木の変
正統14年（1449年）7月、モンゴルの実力者でオイラト部のエセンが大軍を率いて明に侵攻してきた。これに対し王振の意見で正統帝の親征が行われ、50万の大軍が居庸関を越えた。于謙をはじめ多くの廷臣たちは極力親征に反対したが聞き入られず、その結果は土木堡における明軍の大敗だった。王振はじめ従軍した多くの将兵が戦死し、英宗は捕虜となり、エセンはさらに首都の北京に侵攻する勢いを見せた。

## 景泰帝の擁立とエセンの撃退
英宗が捕虜になったという報を聞くと北京は上下ともに大混乱となった。そして副都である南京への遷都論が徐有貞などから沸き起こったが、于謙はこれに反対して北京の死守を主張した。その上で、皇太后孫氏の了承を取り付けた上、監国として皇帝代行となっていた英宗の弟の郕王朱祁鈺の即位を取り決めた。これが景泰帝である。英宗は太上皇帝とされ、その子の朱見深（後の成化帝）が皇太子となった。于謙は王振の一族郎党を誅殺し、各地から援軍を呼び寄せ北京の防御体制を整えた。
果たして10月に英宗を虜にしているエセンが居庸関を越えて北京に迫ってきたが、于謙のもとで明軍は攻勢に出てエセンの軍勢を撃退、エセンは長城の外に引き返していった。戦いが長期化すると様々な事情から不利になったエセンは態度を軟化させ、景泰元年（1450年）になって明とエセンは講和を結び、無条件で英宗を送還した。英宗はそのまま宮中に軟禁されたが景泰帝はそのまま帝位に在り続け、于謙の指導で軍制改革を行い、再び土木の変が起きないように国政の引き締めを行った。

## 失脚・処刑と名誉回復
景泰8年（1457年）、景泰帝が病気になると、宮中では英宗を復辟する陰謀が進められ、石亨・徐有貞・曹吉祥らの手で実行に移された。これが「奪門の変」で、英宗が天順帝として再び帝位についた。この際に于謙は誣告され反逆罪で処刑される。英宗は景泰年間の事績を抹殺し、正統年間時代の政治方針に戻した。
その後成化帝の代に于謙の名誉は回復され、弘治2年（1489年）に粛愍、さらに万暦年間に忠粛という諡号を追贈された。
詩文をよくし、作品集が後世に残っている。

## 登場作品
- 小説
  - 両京十五日（馬伯庸）